# Lundby och Malm
Lundby och Malm – miejscowość (tätort) w Szwecji, w regionie administracyjnym (län) Östergötland, w gminie Norrköping.
Według danych Szwedzkiego Urzędu Statystycznego liczba ludności wyniosła: 215 (31 grudnia 2018) i 224 (31 grudnia 2019).